# Juan Sigfrido Millán Lizárraga
Juan Sigfrido Millán Lizárraga (El Rosario, Sinaloa, 15 de junio de 1943) es un político mexicano, miembro del Partido Revolucionario Institucional, conocido por su trayectoria al interior de la Confederación de Trabajadores de México se le vinculó con Fidel Velázquez. Fue Gobernador del estado de Sinaloa de 1999 a 2004.

## Biografía
Nació en El Rosario, Sinaloa, el 15 de junio de 1943. Está casado con María Guadalupe Pietsch de Millán y tiene tres hijos y cuatro nietos.[cita requerida]